# William (ur. 1995)
William, właśc. William de Asevedo Furtado (ur. 3 kwietnia 1995 w Pelotas) – brazylijski piłkarz grający na pozycji prawego obrońcy. Od 2023 roku zawodnik Cruzeiro EC.

## Życiorys
Jest wychowankiem SC Internacional. W barwach jego pierwszego zespołu występował w latach 2015–2017. W rozgrywkach Campeonato Brasileiro Série A po raz pierwszy zagrał 31 maja 2015 w zremisowanym 0:0 meczu z São Paulo FC. 1 lipca 2017 odszedł za 5 milionów euro do niemieckiego VfL Wolfsburg. W Bundeslidze zadebiutował 9 września 2017 w zremisowanym 1:1 spotkaniu z Hannoverem 96.
W 2016 roku wraz z reprezentacją Brazylii wystąpił na Igrzyskach Olimpijskich w Rio de Janeiro, na których Brazylia zdobyła złoty medal.